# Towarzystwo ożralców i opilców
Towarzystwo ożralców i opilców lub bractwo opilców i ożralców (łac. bibones et comedones) – grupa "hulaków, biboszy i amantów", działająca na dworze Zygmunta Starego i wykpiwająca ówczesne obyczaje dworskie, ciesząca się względami monarchy, który był pogodnego i tolerancyjnego usposobienia. Najbardziej wyrazistymi członkami grupy byli: Andrzej Krzycki, Jan Dantyszek, Korybut Kosztyrski (lub Koszyrski), Jan Zambocki oraz Mikołaj Nipszycki.
Towarzystwo składało się zarówno z braci jak i sióstr. Na dworze królewskim najbardziej obawiano się Krzyckiego (zwanego polskim Aretinem), który władał ciętym i zjadliwym językiem, a swoje dowcipy chętnie przelewał na papier. Do historii przeszedł jego zatarg ze Stanisławem Tarłą, sekretarzem królewskim, który postanowił niewielkim poematem uwiecznić zwycięstwo Zygmunta I nad Krzyżakami. Ów niezbyt udany utwór został wykradziony przez Jana Wilamowskiego, a Krzycki rozprowadził go, poprzedzając następującą przedmową:

Wiersze daje, warte jaje,

W szyki wieszczów mężnie staje

I do pieśni rwie się,

Wśród tej werwy doznał przerwy,

Bo nie sługą jest Minerwy,

Ale służy kiesie.

Hulacy spod znaku towarzystwa odznaczali się nie tylko na polu poezji – znana jest historia konfliktu Jana Zambockiego z Andrzejem Zakrzewskim, zakończona pojedynkiem na broń ostrą (poległ tylko koń).
Bibones et comedones rozpadli się dopiero pod koniec lat dwudziestych XVI wieku, do czego zapewne przyczynkiem stała się śmierć Kosztyrskiego w 1528 r. Według legendy, do grobu zapędziła go późno poślubiona żona ("fale miłości przepłynął, aby w porcie utonąć", pisał Krzycki), jednakże fakty wskazują na zaawansowany stan syfilisu (zwanego wtedy chorobą francuską lub galijską). Kosztyrski cieszył się największą estymą wśród komilitonów, za sprawą bujnego dowcipu, dzięki któremu potrafił bawić towarzyszy krotochwilami i dykteryjkami nawet przez kilka godzin.
Łukasz Górnicki, pisząc swojego Dworzanina polskiego, wzorował się na postaciach towarzystwa.